# Strangeland (Album)
Strangeland (deutsch „Fremdes Land“) ist das vierte Studioalbum der englischen Band Keane und wurde am 4. Mai 2012 veröffentlicht.

## Hintergrundinformationen
Nachdem Keane 2010 mit Night Train ihre erste EP veröffentlicht hatten, entstanden noch im gleichen Jahr erste Kompositionen für ein neues Studioalbum. Da das letzte, eher experimentelle Album Perfect Symmetry nicht die gewünschten Erfolge brachte, entschloss sich die Band musikalisch wieder an die vertrauten Klänge der beiden ersten Alben anzuknüpfen. Dabei wollte man sich laut Pianist Tim Rice-Oxley weniger der Produktion der Titel widmen, um so mehr Zeit in das Songwriting investieren zu können. Ab Mai 2011 arbeiteten Keane zusammen mit dem englischen Produzent Dan Grech-Marguerat an neuen Titeln, die sie bis Anfang 2012 in den Sea Fog Studios, den RAK Studios und der AIR Lyndhurst Hall einspielten. Der Bassist Jesse Quin, der die Band bereits seit 2008 unterstützte, wurde 2011 offiziell viertes Bandmitglied und war somit ebenfalls an den Aufnahmen beteiligt.
Musikalisch orientiert sich das Album am britischen Piano-Pop/Rock. Obwohl Sänger Tom Chaplin in manchen Liedern mit der Gitarre begleitet wird, ist Tim Rice-Oxleys halbakustischer Flügel Yamaha CP80 erneut das bestimmende Instrument. Ähnlich wie bei ihrem zweiten Album Under the Iron Sea wurden unterschiedliche Effektgeräte wie Verzerrer und Flanger miteinander kombiniert, um so den für die Band typischen Sound zu erzeugen. Allerdings veränderte sich der allgemeine Klang im Vergleich zu den Vorgängeralben, was auf die Zusammenarbeit mit Produzent Grech-Marguerat zurückzuführen ist. Gute Beispiele dafür sind Songs wie Silenced by the Night oder You Are Young. Im Titel Black Rain werden zudem Klänge eingebaut, welche aus dem asiatischen Raum stammen. Laut Rice-Oxley wurde der Titel durch den Antikriegsfilm Waltz With Bashir inspiriert und steht sinnbildlich für das komplette Album, mit dem die Band versucht, die Dinge um sie herum aus einem sehr menschlichen Blickwinkel zu verstehen. Im Interview mit dem NME Magazine vergleicht Tim Rice-Oxley das Album mit einem Abenteuer, bei dem es darum geht, Neues und Unerwartetes zu entdecken.
Das Foto für das Albumcover stammt von Alex Lake und zeigt einen Kiesstrand vor einem blauen Horizont. Nachdem Keane für Under the Iron Sea und Perfect Symmetry jeweils neue Schriftarten kreiert hatten, nutzen sie nun wieder Chochin LT, jene Schriftart, welche auch für das erste Album verwendet wurde. Neben der Standardversion erschien auch eine Deluxe-Edition des Albums, die vier zusätzliche Titel, Videos mit Liveaufnahmen und weiteres Hintergrundmaterial beinhaltet. Die Strangeland Tour begann am 9. März 2012 und endet voraussichtlich am 8. Dezember 2012 mit dem UR1 Festival in Miami.

## Kritiken
Das Album bekam durchschnittlich gute Rezensionen. Bei den meisten Kritikern stand im Fokus, dass Keane mit Strangeland zurück zu alter Stärke gefunden haben und gleichzeitig neue Seiten aufzeigen konnten. So heißt es bei CDStarts: „Alles wie immer komplett selbst komponiert, wollten sie (Keane) zusammen mit Produzent Dan Grech-Marguerat (The Kooks, Hurts) ‚Back to the roots‘, also Pianopop der besten Qualitätssorte darbieten. Ob das wohl gelingt? Ja, denn was Keane vorlegen, ist Popmusik, die berührt und unterhält, also eine besonders gute Kombination. Wenn man die Tracks so durch hört, was man definitiv öfter machen sollte, gibt es keinen Zweifel, dass Keane wieder ihr gnadenlos hohes Niveau halten und zwölf bemerkenswerte Pop-Perlen kreiert haben.“

Das Rolling Stone Magazine beschreibt das ganz ähnlich: „Das die Anfangstage dominierende Piano wurde zurück an den vorderen Bühnenrand geschoben […], darüber thronen – das kennt der Keane-east freilich – kettensprengende Melodien und euphorisierende Refrains. Das vierte Album schlägt seine Vorgänger um Längen, und Keane behaupten sich einmal mehr als ‘the thinking man’s Coldplay’.“

## Titelliste

### Standardversion (2012)
1. You Are Young (Tim Rice-Oxley, Tom Chaplin, Richard David Hughes, Jesse Quin) – 3:35
2. Silenced by the Night (Rice-Oxley, Chaplin, Hughes, Quin) – 3:16
3. Disconnected (Rice-Oxley, Chaplin, Hughes, Quin) – 3:57
4. Watch How You Go (Rice-Oxley, Chaplin, Hughes, Quin) – 3:40
5. Sovereign Light Café (Rice-Oxley, Chaplin, Hughes, Quin) – 3:38
6. On the Road (Rice-Oxley, Chaplin, Hughes, Quin) – 3:56
7. The Starting Line (Rice-Oxley, Chaplin, Hughes, Quin) – 4:12
8. Black Rain (Rice-Oxley, Chaplin, Hughes, Quin) – 3:46
9. Neon River (Rice-Oxley, Chaplin, Hughes, Quin) – 4:52
10. Day Will Come (Rice-Oxley, Chaplin, Hughes, Quin) – 3:11
11. In Your Own Time (Rice-Oxley, Chaplin, Hughes, Quin) – 3:43
12. Sea Fog (Rice-Oxley, Chaplin, Hughes, Quin) – 3:25
13. Strangeland (Rice-Oxley, Chaplin, Hughes, Quin) – 4:36 [Deluxe Edition, Japanese Edition]
14. Run with Me (Rice-Oxley, Chaplin, Hughes, Quin) – 3:30 [Deluxe Edition, Japanese Edition]
15. The Boys (Rice-Oxley, Chaplin, Hughes, Quin) – 3:33 [Deluxe Edition, Japanese Edition]
16. It’s Not True (Rice-Oxley, Chaplin, Hughes, Quin) – 3:49 [Deluxe Edition, Japanese Edition]
17. Myth (Rice-Oxley, Chaplin, Hughes, Quin) – 4:55 [Japanese Edition]

### Bonus-DVD
Videos
1. Albumtrailer 1 – 2:25 [Deluxe Edition]
2. Albumtrailer 2 – 2:27 [Deluxe Edition]

Weitere Extras
1. Foto-Dokumentation [Deluxe Edition]
2. Silenced By the Night (Acoustic) – 3:19 [Deluxe Edition]
3. The Starting Line (Acoustic) – 4:16 [Deluxe Edition]
4. Sovereign Light Café (Acoustic) – 3:38 [Deluxe Edition]
5. Disconnected (Acoustic) – 4:02 [Deluxe Edition]
6. Watch How You Go (Acoustic) – 3:51 [Deluxe Edition]

## Kommerzieller Erfolg

### Chartplatzierungen
In Großbritannien und Irland schaffte es das Album noch in der ersten Woche an die Spitze der Charts, während in Deutschland der fünfte Platz erreicht werden konnte.
| ChartsChartplatzierungen       | Höchstplatzierung | Wochen |
| ------------------------------ | ----------------- | ------ |
| Deutschland (GfK)              | 5 (6 Wo.)         | 6      |
| Österreich (Ö3)                | 20 (4 Wo.)        | 4      |
| Schweiz (IFPI)                 | 3 (12 Wo.)        | 12     |
| Vereinigte Staaten (Billboard) | 17 (4 Wo.)        | 4      |
| Vereinigtes Königreich (OCC)   | 1 (26 Wo.)        | 26     |

| ChartsJahrescharts (2012)    | Platzierung |
| ---------------------------- | ----------- |
| Vereinigtes Königreich (OCC) | 52          |

### Auszeichnungen für Musikverkäufe
| Land/Region                  | Auszeichnungen für Musikverkäufe (Land/Region, Auszeichnung, Verkäufe) | Verkäufe |
| ---------------------------- | ---------------------------------------------------------------------- | -------- |
| Vereinigtes Königreich (BPI) | Gold                                                                   | 100.000  |
| Insgesamt                    | 1× Gold ·                                                              | 100.000  |